# Sorbia sericans
Sorbia sericans är en skalbaggsart som beskrevs av Stefan von Breuning 1948. Sorbia sericans ingår i släktet Sorbia och familjen långhorningar. Inga underarter finns listade i Catalogue of Life.